# Перевоз (Сокольский район)
Перевоз — деревня в Сокольском районе Вологодской области.
Входит в состав Боровецкого сельского поселения, с точки зрения административно-территориального деления — в Боровецкий сельсовет.
Расстояние по автодороге до районного центра Сокола — 7,5 км, до центра муниципального образования Обросова — 3 км. Ближайшие населённые пункты — Турбаево, Грибаново, Рязанка, Малый Кривец, Большой Кривец.
По переписи 2002 года население — 14 человек.